# Lissemys scutata
Espèce
Synonymes
- Emyda scutata Peters, 1868
- Lissemys punctata scutata (Peters, 1868)
- Emyda fuscomaculata Gray, 1873

Statut de conservation UICN

 DD  : Données insuffisantes
Statut CITES
Lissemys scutata est une espèce de tortues de la famille des Trionychidae.

## Répartition
Cette espèce est endémique de Birmanie. Sa présence est incertaine en Thaïlande.

## Publication originale
- Peters, 1868 : Eine Mittheilung über eine neue Nagergattung, Chiropodomys pencillatus, so wie über neue oder weniger bekannte Amphibien und Fische. Amphibien. Monatsberichte der Königlichen Akademie der Wissenschaften zu Berlin, vol. 1868, p. 448–453 (texte intégral).